# 陳欣健
陳欣健（英語：Philip Chan Yan Kin，1945年1月25日—），香港電影工作者，編劇、製片、演員、歌手、公司管理層。加入娛樂圈前於1965年至1976年間任職皇家香港警察，官至警司階級。也是香港电影导演会永远荣誉会长、香港演藝人協會永遠榮譽理事、香港電影金像獎前副会长、江门五邑影视文化协会名誉会长以及江门五邑海外联谊会名誉会长。陈欣健轉職演藝圈以來一直参与香港及世界各地的娱乐市场推广事务，特别精于大型活动的概念性策划及引进当红艺人演出的元素。其中一些项目包括香港时代广场首三年的除夕新年倒数盛会；澳门威尼斯圣诞，万圣节，慈善高尔夫球赛大型活动及晚宴。连续二十八年香港屈臣氏集团的周年晚宴，连续三年屈臣氏大中华区周年晚宴和連續十年出任美國總商會華南總會年度晚會的當然主持人。

## 生平

### 早年生活
陳欣健生於香港，家有四兄弟，自己為長子。父親陳明忠是衛生局的清潔管工。陳早年居住在九龍旺角山東街的舊樓，就读德明中学（小學部；小一至小五，與鄧光榮為同學），然后转讀德望學校（小學部；小五至小六，因學習程度不同而重讀一年小五），是該天主教學校最後一批取錄的男學生。他其後再轉讀喇沙小學（1958年小六），一直在喇沙書院讀至1965年中七畢業。陳欣健自中學時已加入樂隊演出，他的樂隊「太空之音」（The Astro-notes）為1960年代初第一隊由全華人學生組成的英文流行歌曲樂隊，1963年已成群結隊到油麻地普慶戲院演出賺錢。曾為鑽石唱片灌錄一張迷你專輯及一張大碟中的四首歌。而在初中期間，陳已接觸繪畫和校內戲劇活動。
1965年，由於只在公開試的英文、世界歷史以及生物三科取得優異成績而中文、中國歷史不及格而不符合升讀香港大學的資格。加上留意到當警官的親戚生活不錯，可以學到更多生實用知識諸如警例，於是他在中七畢業後，選擇投考加入皇家香港警察任職見習督察，以免浪費了預科畢業的資格；短短用了十年便於1975年晉升至警司，在職初年駐守九龍城警署任巡邏軍裝警察，往後曾任刑事偵緝科、警察訓練学校教官、偵探训练学校教官和反貪污部（廉政公署前身）。1974年5月24日上海街發生寶生銀行旺角支行挾持人質事件，陳為現場指揮官，以偵緝總督察身份接受無綫電視直播記者現場訪問。由他接受訪問的原因出於在場的洋人高級警官不希望說錯話。另外，他曾花了三個月破獲當年數宗大案，包括旺角長城公寓謀殺案、先施大廈兇殺案等，获警务处处长及香港總督嘉许。1976年轉向娛樂圈發展。同期當了十一年幕後代唱歌手，與顧嘉煇合作，參與廣告歌或流行曲和音幕後唱歌部分。其中一個作品是《歡笑樂園開心地》。陳欣健入職警隊時期已接觸電視圈；他曾以督察身分亮相無綫電視《歡樂今宵》以唱歌方式宣傳道路安全。

### 演藝界發展
此前於1975年，陳欣健受蕭芳芳及梁普智邀請當業餘編劇，參與製作電影《跳灰》，同時兼任配音工作。此片對警察的寫實描述有別於之前之港產電影，被視為港產警匪片之首，三天之内創下突破一百万港元票房之記錄，为那年代被成稱為香港新浪潮電影開先河。1976年，在投資拍攝該片的老闆葉誌銘邀請下，而且許冠文予以鼓勵，陳決定辭退警隊一職，全職於演藝事業發展。在電影方面，他編劇及導演的《墻內墻外》、編劇的《省港旗兵》、策劃的《點指兵兵》都成為別具一格，票房成功的警匪片。而在喜劇電影方面，他演出的《逃學威龍3》裡面跟梅艷芳演出的一幕“你的老公不是你的老公”更被後來年青一代的觀眾視為笑爆肚皮之作。後來更編劇、導演了德寶公司的創業之作《雙龍出海》及導演了許冠文的《神探朱古力》和《新半斤八兩》創出票房佳績。
除了電影，他先後的而曾在麗的電視（亞洲電視前身，1977年至1978年）和香港電視廣播有限公司（1978年被挖角任藝人）擔任節目主持和演員。特別多次擔任香港小姐選舉及無數大型節目的司儀。同時他也從事電影策劃，編劇、製片，電影演員，導演的工作。和他的好友岑建勳在商業電台主持廣受歡迎的節目《時空穿梭三小時》。後來先後被邀請加入邵氏兄弟（八個月）、華星唱片藝人與製作部（1992年至1994年）、新城電台（由時任高層介紹接任董事總經理，1995年至1997年）、東方魅力、東方電影、和英皇電影（中國內地）等公司擔任董事总经理和行政总裁等职位。2008年，陳欣健在北京成立北京智聖鴻天文化推廣有限公司，進行中國大陸的電影發行工作和推廣工作。在廣告片方面，2012年，他導演了中国格兰弗马兰手霜微电影摄制，2017年監製了貓屎咖啡的《有你、有我》廣告片。其後在2014年，他出任位于广州的国奥文化集团属下国奥电影（国际）有限公司的行政总裁，为此于香港注册公司的股东之一，致力于发展集团以广东为基地的演艺娱乐事业。2017年12月26日，演出個人第一次的演唱會——陈欣健 2017 Even Now 浓情金曲圣诞夜，由宝辉娱乐联同数家娱乐公司合办，于香港旺角麥花臣場館举行，音乐总监为周启生。同年獲頒金杜鵑獎「影視貢獻獎」。
入行多年，陳欣健统筹過港、台巨星出席大型企业，地产，慈善等活动及大型演唱会的演出事宜，合作藝人計有黎明、林忆莲、葉蒨文、梅艳芳、郑秀文、许志安、梁汉文、张敬轩、林峯、李克勤、英国金童子奇里夫．理查（Cliff Richard）、Chage & Aska、日本飞鸟乐队、齐秦、张宇、凌波、钟镇涛、林子祥、王力宏、蔡琴等。近年他經常以主持人身份和嘉宾评委身份活躍於香港及內地的大型企業和選美等活動，包括广东电视台的综艺及选秀节目。

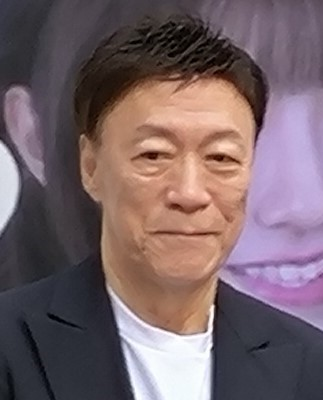
2024年10月5日，陳欣健於The ONE出席女子組合UNi出道發布會

## 政治立場
1989年5月27日，陳欣健與眾藝人，包括譚詠麟、成龍、鍾鎮濤、張明敏、Maria Cordero等人在跑馬地馬場參與《民主歌聲獻中華》，為支持北京八九民運而舉辦的籌款活動。
2014年，其公開表達反對佔領中環的政治立場。2019年，時值香港爆發反對逃犯條例修訂草案運動，6月30日陳欣健出席「撐警隊，護法治，保安寧」集會，表達支持警方的立場。

## 個人生活

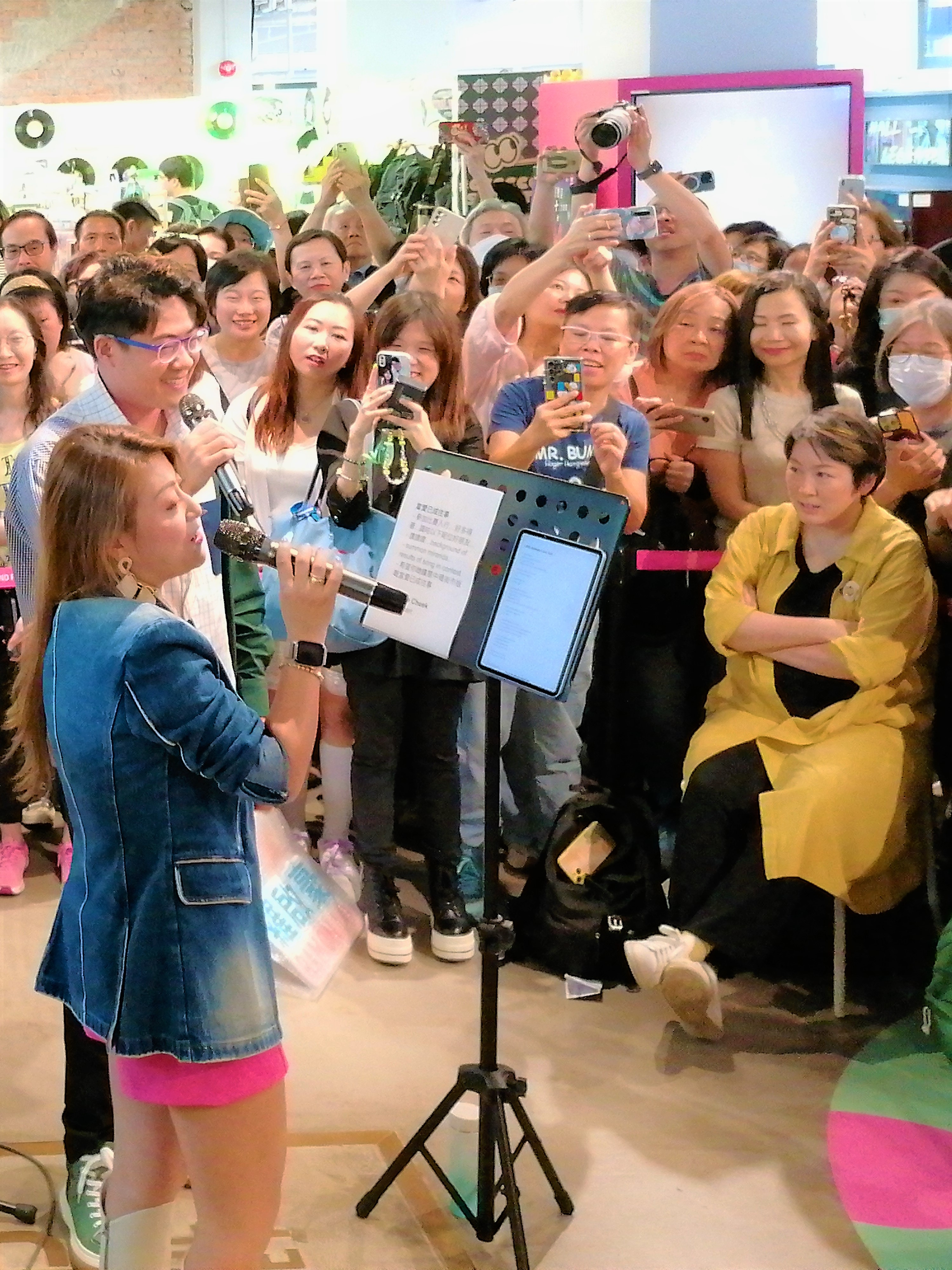
陳欣健女兒陳早怡（右方坐下者，2024年）

陳欣健有妻子張蓉蓉（前邵氏女演員尤情），女兒陳易遙（Joanne，原名陳早茵）和陳早怡 （Joey），長女為女同性戀者。其弟陳國新亦是一名导演及演員。

## 演出作品
*以下列表只記錄陳欣健演出過的影視作品，若有遺漏，請協助補充資料。

### 電視劇（麗的電視）
| 首播   | 名稱       | 角色 | 備註 |
| 1977年 | 大丈夫     |      |      |
| 1978年 | 繽繽新靈感 |      |      |

### 電視劇（無綫電視）
| 首播   | 名稱     | 角色           | 備註           |
| 1978年 | 國際刑警 | 張國沾         |                |
| 1978年 | 孖生姊妹 | 韋鼎基         |                |
| 1979年 | 三跟四傍 |                |                |
| 1980年 | 新CID    | 陳Sir          |                |
| 1980年 | 勢不兩立 | 高繼源         |                |
| 1981年 | 無雙譜   | 朱爾旦／施秋景 |                |
| 1981年 | 封神榜   | 李靖           |                |
| 1982年 | 星塵     | 邱彼德         |                |
| 1982年 | 痴情劫   | 侯澤生         |                |
| 1983年 | 夜驚魂   | 探長           | 單元：電視殺人 |
| 1983年 | 神鵰俠侶 | 陸展元         |                |
| 1984年 | 再版人   | 蔣晉           |                |

### 電視劇（其他）
- 1978年：獅子山下 飾 攝影師（單元《夢的選擇》 香港電台）
- 2017年：反黑 飾 張國沾（网剧）
- 2019年：理想國 飾 陳Sir（第二集《愛的替身》 ViuTV）
- 2022年：江南思雨 （2017年拍攝）

### 電視節目主持
麗的電視
- 星期六晚會

無綫電視
- 1980年至1983年：歡樂今宵：
- 1978年：幻海奇情（與盧海鵬合作）
- 1985年：夜驚魂精華錄
- 1989年：78話轉當年
- 1990年至1991年：情場智多星
- 1992年：奇案直銷講場

### 電台節目主持
- 1982年至1983年、1988年：時空穿梭三小時（香港商業電台）

### 電影
演出
- 1977 《第二道彩虹》
- 1977 《狐蝠》〔飾-李仔〕
- 1978 《馬場風暴》〔飾-彭督察〕
- 1979 《牆內牆外》
- 1979 《點指兵兵》〔飾-彭警司〕
- 1981 《鬼域》
- 1981 《龍咁威》
- 1982 《獵頭》〔飾-金大虎〕
- 1983 《陰陽錯》〔飾-鄧約翰〕
- 1983 《奇謀妙計五福星》 〔飾-警長〕
- 1983 《退休探長》
- 1984 《神勇雙響炮》〔飾-警長 陳Sir〕
- 1984 《雙龍出海》〔飾-陳幫辦〕
- 1984 《貓頭鷹與小飛象》〔飾-警察〕
- 1985 《夏日福星》
- 1985 《智勇三宝》
- 1985 《妙探孖寶》
- 1987 《精裝追女仔》〔飾-Disco主持人〕
- 1987 《香港小姐寫真》〔飾-控方律師〕
- 1987 《養鬼仔》
- 1987 《江湖龍虎斗》 〔飾-陳自強〕
- 1988 《情義心》
- 1988 《江湖接班人》
- 1988 《愛情謎語》（台譯：愛情像什麼）
- 1988 《拳霸天下》（英文原名：Blood Sport）〔飾-陳警官（Captain Chen)〕
- 1989 《開心巨無霸》〔飾-警官〕
- 1989 《警察也移民》
- 1990 《中日南北和》（台譯：最佳戰友）
- 1990 《脂粉雙雄》
- 1991 《疊影威龍》(内地译名：绝地双雄 英文原名：Double Impact)〔飾-鄭衛文（Raymond Zhang〕
- 1991 《豪门夜宴》
- 1991 《五虎將之決裂》 〔飾-曹警司〕
- 1992 《辣手神探》〔飾-彭sir〕
- 1992 《神算》台譯：神算鯊鯊鯊〔飾-稅務局長〕
- 1992 《警察故事III超級警察》  〔飾-警長〕
- 1993 《逃學威龍3之龍過雞年》（台譯：逃學威龍3第七感抓財神）〔飾-警司陳Sir〕
- 1993 《濟公》 〔飾-二郎神〕
- 1994 《破壞之王》 〔飾-歌手〕
- 2002 《九個女仔一隻鬼》
- 2003 《戀上你的床》 (飾-警務處處長)
- 2012 《皇者风范》微电影〔飾-睿智酒吧老板〕
- 2013 《我爱的是你爱我》
- 2014 《Inflection》〔飾-Gang Li)〕

#### 導演
- 1979 牆內牆外
- 1981 文仔的肥皂泡
- 1984 雙龍出海
- 1985 平安夜
- 1986 神探朱古力
- 1986 堂口故事
- 1986 霹靂大喇叭
- 1986 奪寶計上計
- 1989 黑道福星
- 1989 開心巨無霸
- 1990 新半斤八兩

#### 監製 / 策划
- 1977 狐蝠
- 1978 茄哩啡
- 1979 点指兵兵
- 1980 喝采
- 1985 智勇三宝
- 1989 沖天小子
- 2002 九个女仔一只鬼
- 2003 外地媳妇本地郎
- 2006 回家的路
- 2010 出水芙蓉
- 2011 幸福卡片 （英文原名：33 postcards）

#### 編劇
- 1976 跳灰
- 1977 狐蝠
- 1978 茄哩啡
- 1979 点指兵兵
- 1981 文仔的肥皂泡
- 1981 撞板神探電子龜
- 1984 省港旗兵
- 1986 省港旗兵 II
- 1985 平安夜
- 1986 神探朱古力
- 1988 陷阱邊沿
- 1989 黑道福星
- 1989 開心巨無霸
- 1989 沖天小子
- 1990 新半斤八兩

### 音樂錄像演出
- 2017年：楊斯捷《不說再見》（粵語版）MV

## 外部連結
- 陳欣健的Facebook專頁
- 陳欣健的新浪微博
- 陳欣健在互联网电影资料库（IMDb）上的資料（英文）
- 在AllMovie上陳欣健的頁面（英文）
- 陳欣健在香港影庫上的簡介
- 陳欣健在豆瓣上的资料（简体中文）
- 陳欣健在时光网上的簡介（简体中文）